# Costus chartaceus
Espèce
Classification phylogénétique
Costus chartaceus est une espèce de plantes à fleurs de la famille des Costaceae. C'est une plante vivace originaire du Sud Est de la Colombie à l'Est de l'Équateur.